# Каштанов, Николай Семёнович
Николай Семёнович Каштанов (укр. Микола Семенович Каштанов; 15 октября 1938, Запорожье, Украинская ССР, СССР) — советский футболист, нападающий, мастер спорта СССР (1960).

## Футбольная биография

### Карьера игрока
Николай Каштанов воспитанник запорожского футбола, играл за местные любительские команды «Машиностроитель» и «Стрела». С 1959 года в запорожском «Металлурге», с которым стал чемпионом УССР, победив в турнире класса «Б».
В 1961 году молодого нападающего приглашают в киевское «Динамо», ставшее в этом сезоне впервые в своей истории чемпионом СССР. Николай принял участие в 11 поединках, что согласно регламенту было недостаточно для получения золотых медалей. Не имея стабильного места в составе команды, где в линии атаки играли такие мастера как Валерий Лобановский, Виктор Каневский, Валентин Трояновский, Виктор Серебряников, Олег Базилевич Каштанов решает покинуть киевский клуб, перебравшись в харьковский «Авангард».
Отыграв один сезон за харьковскую команду, в 1963 году нападающий переходит в московский ЦСКА, который дважды подряд занимал третье место в чемпионате. И если в первых сезонах за армейский клуб Каштанов не часто попадал в основной состав, то в 1965 году, приняв участие в 19 поединках, заслуженно стал бронзовым медалистом. Выступая за московских армейцев Николай входил в состав сборной Вооружённых сил СССР, с которой в 1963 году стал победителем чемпионата дружественных армий.
В 1966 году вернулся в Харьков, где продолжил играть в «Металлисте». В 1966 и 1967 годах был лучшим бомбардиром команды в чемпионатах. Закончил активную игровую карьеру в 1969 году.

### После завершения игровой карьеры
Уйдя с большого футбола, Николай Семёнович много лет работал тренером в детско-юношеских спортшколах Харькова.
В 90-х годах возглавлял Федерацию футбола Харьковской области. Позже был доцентом кафедры футбола и хоккея Харьковской государственной академии физической культуры.

## Достижения
- Бронзовый призёр чемпионата СССР: (1965)
- Победитель первенства класса «Б»: (1960)
- Победитель чемпионата дружественных армий: (1963)
- В списках 33 лучших футболистов сезона УССР: (№ 2 — 1961)

## Награды
- Награждён медалью «За труд и победу» (2011)[3]
- Награждён Почётной грамотой Верховной Рады Украины (2008)
- Почётный работник физической культуры и спорта Украины[4] (2004)